# Víly (Puccini)
Víly (v italském oriignále Le Villi) je první operou italského skladatele Giacomo Pucciniho. Dílo, k němuž napsal libreto  Ferdinando Fontana, mělo úspěšnou premiéru v Miláně roku 1884. 

## Vznik díla
Své první jevištní dílo napsal Puccini původně pro soutěž jednoaktových oper, kterou vypsal v roce 1883 nakladatel Songogno ve svém periodiku Il teatro illustrato, nezískal však tehdy za ni ani čestné uznání. O její uvedení se však zasadil mimo jiné i známý verdiovský libretista Arrigo Boito. Opera přitom sklidila velký úspěch. Puccini to ve svém dopisu matce popisuje takto: "Divadlo nabité, obrovský úspěch; očekávání překročeno; osmnáct vyvolávání; finále prvního dějství se třikrát přidávalo."
Nakladatel Ricordi později na skladatele naléhal, aby dílo rozšířil. Puccini jeho přání vyslyšel a ještě téhož roku vytvořil novou verzi, po níž následovaly úpravy v roce 1885, a konečnou verzi v roce 1889. Představení ve své konečné (již v dvou aktové podobě s rozsáhlým baletem) trvá obvykle přes jednu hodinu. 

## Stručný děj opery
Roberto je zasnoubený s Annou, dcerou vrchního lesníka Guglielma, ale odjíždí do města, kde na ni zapomene. Anna umírá žalem a připojuje se k vílám, duchům dívek, které opustili jejich milenci. Roberto se vrací, kajícný a zbídačený, a setkává se s vílami, které kolem něj tančí, dokud nezemře.

## Nahrávky (výběr)
- 1972 Matteo Manuguerra (Guglielmo), Adriana Maliponte (Anna), Barry Morell (Roberto), Giancarlo del Monaco (vypravěč), Wiener Akademiechor, Orchester der Wiener Volksoper; Anton Guadagno (dirigent), RCA LP RK 11 566/1-2 (2 LP - společně s operou Edgar)
- 1980 Leo Nucci (Guglielmo), Renata Scotto (Anna), Plácido Domingo (Roberto), Titto Gobbi (vypravěč), Ambrosian Opera Chorus, National Philharmonic Orchestra; Lorin Maazel (dirigent), CBS LP MK 76890 (2 LP, CDS CD MK 76890
- 1994 Stefano Antonucci (Guglielmo), Nana Gordaze (Anna), José Cura (Roberto), Bratislava Sluk Chamber Chorus, Orchestra Internazionale d’Italia; Bruno Aprea (dirigent), Nuova Era CD 7218